# Étang du Chapeau
L'étang du Chapeau est une lagune située à Saint-Pierre-et-Miquelon. Il est situé dans le nord de l'île de Miquelon, séparé de l'océan Atlantique par un cordon littoral. Il constitue l'embouchure du ruisseau du Chapeau. La pointe du Chapeau au sud-est le sépare de l'étang de Mirande.